# (466786) 2015 BY12
(466786) 2015 BY12 es un asteroide perteneciente al cinturón de asteroides, descubierto el 17 de agosto de 2009 por el equipo Spacewatch desde el Observatorio Nacional de Kitt Peak (Arizona, Estados Unidos).